# Pharmakogenomik
Der Forschungszweig Pharmakogenomik befasst sich ebenso wie die Pharmakogenetik mit dem Einfluss der Erbanlagen (Genom) auf die Wirkung von Arzneimitteln. 
Gelegentlich werden die Begriffe gleichbedeutend verwendet, meist aber unterscheidet man zwischen der Pharmakogenomik als Anwendung einer DNA-basierten Genotypisierung mit dem Ziel, Arzneistoffe gezielt für spezifische Populationen zu entwickeln, und der Pharmakogenetik als dem Studium der genetischen Variationen, die zu einem unterschiedlichen Ansprechen von Individuen auf Arzneimittel führen.
Mit Hilfe der Pharmakogenomik wird unter anderem eine individualisierte Arzneimitteltherapie („individualisierte Medizin“ oder „personalisierte Medizin“) angestrebt, bei der Patienten das für ihr Genmaterial maßgeschneiderte Medikament in der vorhergesagt wirksamen Dosierung erhalten. Große Relevanz in diesem Zusammenhang hat der Genotyp des Patienten. Der Abbau von Medikamenten kann beschleunigt, verlangsamt oder verhindert werden. Dafür sind Mutationen oder Polymorphismen in Genen verantwortlich, die für Enzyme kodieren, weil diese unter anderem Medikamente verstoffwechseln. So kann es zum Nichtwirken des Medikaments oder zu Nebenwirkungen kommen, die im ärgsten Fall den Tod des Patienten verursachen können. Einer Schätzung nach sterben in Deutschland jährlich etwa 17.000 Menschen an solchen Nebenwirkungen.
Der Ansatz der Pharmakogenomik birgt aber auch ethische und rechtliche Probleme hinsichtlich des Umgangs mit belastenden genetischen Informationen und mit dem Datenschutz.